# Näringsidkarkredit
Näringsidkarkredit är en kredit till en fysisk eller juridisk person för dennes näringsverksamhet, till exempel inköp av varor, köp av varutransportbil eller investeringar i en industrilokal. Det kan vara blancolån eller lån mot säkerhet. Det är inte ovanligt att enskilda företagare ställer säkerhet i den privata bostaden som säkerhet, men det är ändå en näringsidkarkredit, då det är syftet med krediten som är avgörande.
Det finns ingen särskild reglering av just näringsidkarkrediter (så som det finns för konsumentkrediter) utan för dessa gäller Avtalslagen,  Lag om avtal och andra rättshandlingar på förmögenhetsrättens område (SFS 1915:218) (lagen.nu).